# فرقة البغالة الصهيونية

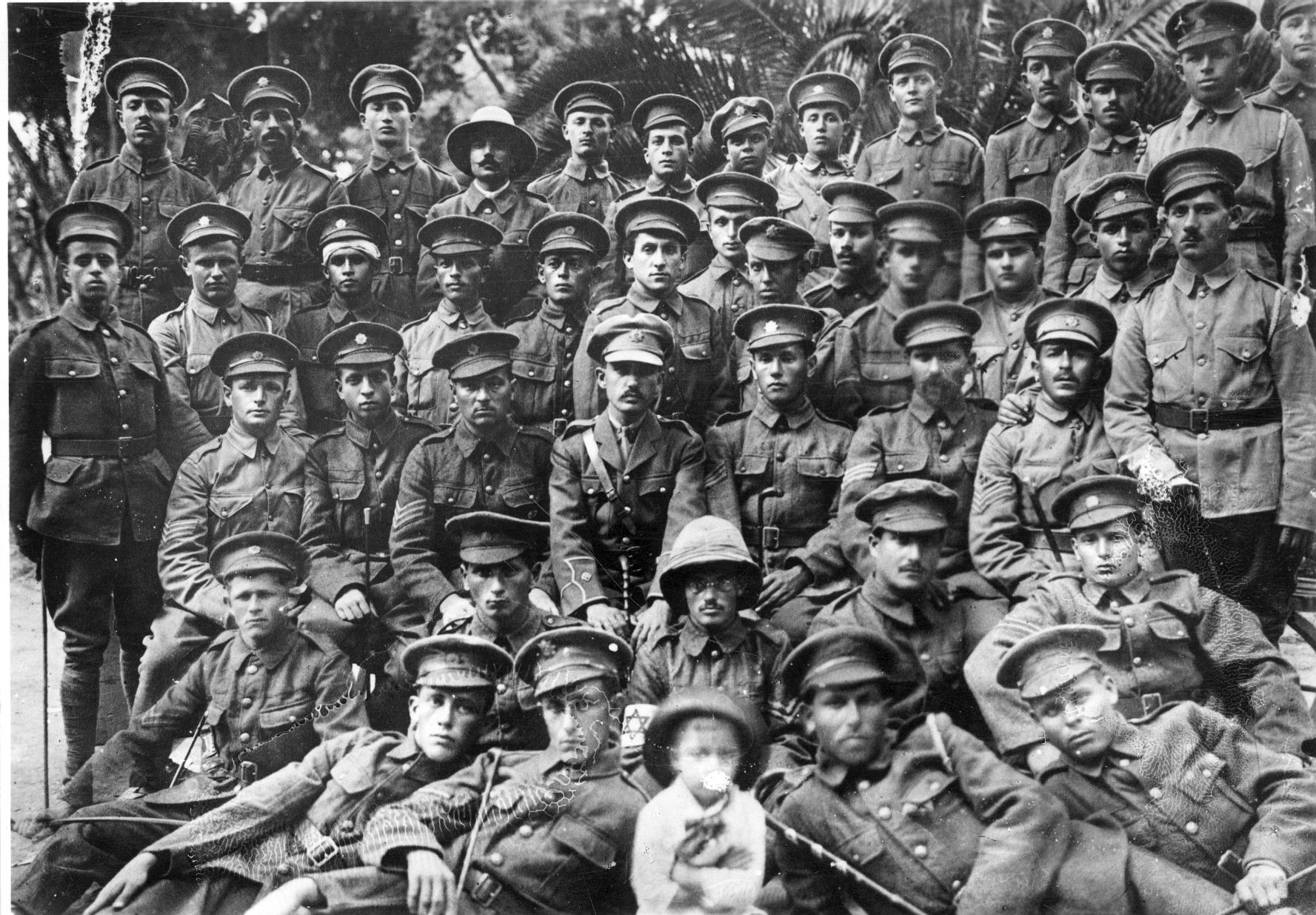
أعضاء من فرقة البغالة الصهيونية في عام 1915

فرقة البغالة الصهيونية (بالعبرية: גדוד נהגי הפרדות‏): هي وحدة عسكرية صهيونية، تأسست عام 1915؛ لتكون مساعدة للجيش البريطاني في الحرب العالمية الأولى، ولتدريب المستوطنين الصهاينة على القتال. كان مؤسس هذه الوحدة هو زئيف جابوتينسكي. وقد شُكلت الوحدة من بعض اليهود المصريين، وضمت عند تأسيسها أكثر من 650 جنديًا، و750 بغلًا لحمل المؤن، ولذلك سميت بفرقة البغالة. كان دور هذه الوحدة محدودًا؛ حيث كانت تقوم بحمل المؤن، والذخيرة للجنود البريطانين، وذلك لأن قائد القوات البريطانية في مصر كان يرفض ضم الأجانب للقتال إلى جانب الجيش البريطاني.

## حل الوحدة
بسبب وجود بعض المشاكل التنظيمية والعرقية بين أعضاء الوحدة؛ حيث كانت الفرقة تتكون من خليط من الأشكناز، والسفاريد، تم حل الفرقة في عام 1916، وشكل أعضاء الوحدة بعد ذلك الفيلق اليهودي.